# Коробовщина (Орловський район)
Коробо́вщина (рос. Коробовщина) — присілок у складі Орловського району Кіровської області, Росія. Входить до складу Орловського сільського поселення.
Населення становить 77 осіб (2010, 123 у 2002).
Національний склад станом на 2002 рік — росіяни 96 %.